# LZ 29

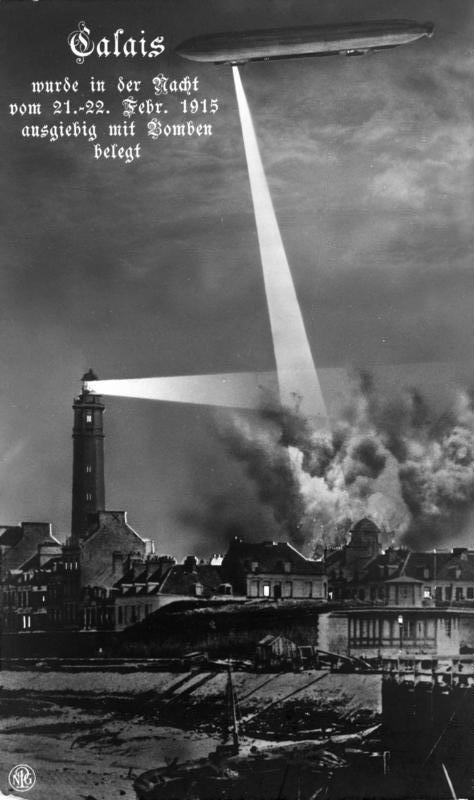
Darstellung von LZ 29, Originaltext: "Calais wurde in der Nacht vom 21.-22. Febr. 1915 ausgiebig mit Bomben belegt."

Der Zeppelin LZ 29 war das 29. Luftschiff des Grafen Zeppelin und das dreizehnte Luftschiff des deutschen Heeres

## Geschichte
Die erste Fahrt von LZ 29 fand am 13. Oktober 1914 statt. Das Heer übernahm das Luftschiff unter der militärischen Kennung Z X.
Z X war von Düsseldorf aus auf Aufklärungsfahrten an der Westfront unterwegs. Am 21. Februar 1915 fuhr der Zeppelin einen Angriff auf Calais und warf 900 kg Bomben auf die Stadt, die ein wichtiger Fährhafen für Nachschub aus England nach Frankreich war.
Ab dem 13. März 1915 war das Schiff in Brüssel-Evere stationiert. Am 20. März 1915 bekam Z X den Befehl, zusammen mit LZ 35 und SL 2 in der kommenden Nacht Paris anzugreifen. SL 2 bekam über der Frontlinie Beschussschäden und fuhr nur bis Compiègne, wo das Schütte-Lanz-Luftschiff seine Bomben abwarf. Z X und LZ 35 erreichten Paris, das bereits auf den Angriff vorbereitet war und dessen Flak-Scheinwerfer den Himmel nach den Zeppelinen absuchten, aber dessen Flakgeschütze zunächst nur eine Wolke unter Feuer nahmen, dann aber die deutschen Luftschiffe beschossen, die Granaten explodierten aber weit unterhalb der Fahrthöhe der Zeppeline. Günstig für den Luftangriff war für die Luftschiffe die helle Erleuchtung der Stadt, wogegen London bei Luftangriffen verdunkelt wurde. L X warf 900 kg Bomben über der Stadt ab und auch die auf die Stadt zurückfallenden Flakgranatensplitter verursachten wohl einige Schäden.
Nach der Abfahrt von Paris überquerte L X bei Hellwerden die Front bei Noyon, wo das Luftschiff von den Franzosen bereits erwartet wurde. Trotz der Flughöhe von 3000 Metern erzielten sie bei der Überfahrt der Frontlinie schwere Treffer in den Gaszellen des Zeppelins. Auf deutscher Seite wurde zu seinem Schutz vor Angriffen französischer Flugzeuge Z X von Jagdflugzeugen begleitet, aber ein französischer Angriff auf das Schiff erfolgte nicht. Um das lecke Schiff in der Luft zu halten, warf die Besatzung alles über Bord, was entbehrlich war: die Maschinengewehre, Benzintanks, Ölbehälter, Werkzeug, Ausrüstung und schließlich noch ihre Mäntel und Stiefel. Doch schließlich musste Z X bei Sankt Quirin notlanden und der schwer beschädigte Zeppelin konnte nur noch abgewrackt werden.

## Technische Daten
- Traggasvolumen: 22.500 m³ Wasserstoff
- Länge: 158,0 m
- Durchmesser: 14,90 m
- Nutzlast: 9,2 t
- Antrieb: drei Maybach-Motoren von je 210 PS (154 kW)
- Geschwindigkeit: 22,5 m/s (81 km/h)